# Société de communication atikamekw-montagnais
 (août 2023).
Si vous disposez d'ouvrages ou d'articles de référence ou si vous connaissez des sites web de qualité traitant du thème abordé ici, merci de compléter l'article en donnant les références utiles à sa vérifiabilité et en les liant à la section « Notes et références ».
La Société de communication Atikamekw-Montagnais Inc. (SOCAM) est un organisme à but non lucratif ayant pour mission de développer les communications médiatiques des communautés autochtones par le biais d'un réseau de services diversifiés en vue de favoriser l'essor des communautés et de promouvoir leur langue et leur culture. Fondé en 1983, elle regroupe au sein d'un réseau de radiodiffusion les 3 communautés Attikameks et les 11 communautés Innu - 12 au Québec et 2 au Labrador : 
- Essipit
- Pessamit
- Uashat/Maliotenam
- Mingan
- Natashquan
- La Romaine
- Pakua Shipi
- Schefferville
- Sheshatshiu
- Natuashish
- Mashteuiatsh
- Manawan
- Obedjiwan
- Wemotaci